# Hiperparazit
Hiperparazit (drugotni zajedavec) je organizem, čigar gostitelj je tudi sam zajedavec. V naravi takšni zapleteni spleti odnosov ključno vplivajo na združbe organizmov in otežujejo preučevanje. Hiperparaziti so denimo praživali, ki živijo v prebavilih zajedavskih uši, ki same zajedajo na sesalcih.
Izraz hiperparazitizem se pogosto uporablja v širšem pomenu, za parazitoide, ki napadajo druge parazitoide (natančneje rečeno so torej hiperparazitoidi). Ta pojav je posebej pogost pri žuželkah, kjer je razširjen pri kožekrilcih in nekaj vrstah dvokrilcev ter hroščev. Razvil se je verjetno iz paraitoidizma, kar ponazarjajo vrste, ki so t. i. fakultativni hiperparazitoidi: ličinke teh se lahko razvijajo v glavnih gostiteljih neposredno ali v njihovih parazitoidih. Hiperparazitoidizem je najbolje raziskan pri kompleksu vrst z listnimi ušmi kot glavnimi gostitelji. Zgled je osica vrste Alloxysta victrix iz družine Figitidae, ki izleže jajčece v ličinko druge osice iz družine brakonid, ki se že nahaja v listni uši (torej z leglico predre telesni steni obeh organizmov, da doseže svojega gostitelja).